# Obermartelingen
Obermartelingen (luxemburgisch Uewermaartelengⓘ; französisch Haut-Martelange) ist ein Ortsteil der Gemeinde Rambruch im Westen Luxemburgs und bekannt wegen seiner stillgelegten Schiefergruben. Der Ortsteil liegt unmittelbar an der Grenze zu Belgien; jenseits der Grenze liegt die belgische Gemeinde Martelange (Martelingen).

## Schieferindustrie in Luxemburg
Der Schieferabbau in Obermartelingen lässt sich schon in die Zeit vor der Französischen Revolution zurückdatieren. Mit der Industrialisierung stieg der Bedarf an Schiefer und es entstanden zuerst kleinere Gruben, die Mitte des 19. Jahrhunderts in die Hände kapitalkräftiger deutscher Industrieller gelangten, der Familie Rother aus Frankfurt.
Blütezeit der Luxemburger Schieferindustrie war Anfang des 20. Jahrhunderts, als sie 600 Arbeiter beschäftigte. Zum Abtransport des Schiefers wurde eine Schmalspurbahn, liebevoll Jangeli genannt, errichtet.
Aufgrund des Konkurrenzdruckes durch ausländischen Schiefer und Schieferersatz schloss 1986 die letzte Obermartelinger Grube. Heute befindet sich dort das Schiefermuseum Uewermaarteleng.